# زهير حسين غنيم
الدكتور زهير حسين غنيم (ولد عام 1959) هو عضو مجلس منطقة مكة المكرمة والأمين العام للاتحاد العالمي للكشاف المسلم.

## نشأته
وُلد 30 ديسمبر 1959 بمكة المكرمة بالسعودية، ودرس في جامعة أم القرى حيث حصل على بكالوريوس في الجغرافيا والإعداد التربوي.
حصل على ماجستير في الإشراف التربوي عن دور المشرف التربوي في تحقيق أهداف النشاط المدرسي من وجهة نظر مديري المدارس في المرحلتين المتوسطة والثانوية بمكة المكرمة، كما حصل على دكتوراه في الإعلام التربوي.

## الحياة العملية والمناصب التي شغلها
تقلَّد الدكتور زهير العديد من المناصب:
- عضو مجلس منطقة مكة المكرمة.
- عضو اللجنة الوطنية للتعليم الأهلي.
- عضو لجنة الإشراف على المدارس الأجنبية بالمملكة العربية السعودية منذ تأسيس المدارس الأجنبية.
- عضو لجنة المدارس الأهلية بمكة المكرمة وجدة.
- عضو المجلس العربي للموهوبين.
- عضو لجنة الإعلام والعلاقات العامة بالمنظمة الكشفية العربية دورة واحدة من عام 1404هـ وحتى عام 1407هـ.
- رئيس لجنة الإعلام والعلاقات العامة بالمنظمة الكشفية العربية لثلاث دورات من عام 1408هـ وحتى عام 1419هـ.
- رئيس لجنة تدريب الكشافة على إدارة الأعمال كالمخابز ومحطات الوقود والأعمال الأخرى أثناء حرب الخليج.
- رئيس لجنة المتابعة والتقييم في الحركة الكشفية لمدة ثمان سنوات.
- عضو اللجنة العليا لرواد الحركة الكشفية بالمملكة العربية السعودية ومشرف على الإعلام لمدة ثمان سنوات.
- أمين الهيئة الاستشارية العليا للاتحاد العالمي للكشاف المسلم.
- رئيس لجنة الأديان العالمية بالمنظمة الكشفية العالمية.
- الرئيس التنفيذي والمدير العام لمجموعة الغنيم التعليمية التي تضم أكثر من 4.000 طالب في جميع المراحل.
- مؤسس ومدير عام شركة منابر الإيمان لخدمة حجاج الداخل.
- عضو في العديد من اللجان العاملة مع المنظمة الكشفية العربية والعالمية.[3]

## الكتب والمؤلفات
قام الدكتور زهير غنيم بتأليف العديد من الكتب:
- دور الكشافة في خدمة الحجاج.
- دور القائد الكشفي في تحقيق أهداف الحركة الكشفية.
- قصة إسلام هناء.
- الكشافة والتعاليم الإسلامية.
- الوعد والقانون في ظل الإسلام.
- التشجيع ودوره في تنمية الحركة الكشفية.
- الكشافة وانحرافات الشباب.
- حقيقة الكشفية والإسلام.
- علمتني الكشافة.
- المرض يطيل العمر ويزيد الأجر.
- عبد الله عمر نصيف ــ مشوار العطاء.[3]

## الجوائز والتكريمات

### أعلى وسام كشفي عالمي
يُعد الدكتور زهير غنيم خامس شخصية كشفية سعودية تحصل على أعلى وسام كشفي عالمي في إطار فعاليات المؤتمر الكشفي العالمي الـ 40 المقام بدولة سلوفينيا لعام 2014 م، حيث قاما السيد سيمون ري -رئيس اللجنة الكشفية العالمية (أعلى سلطة كشفية في العالم)- والبروفيسور عبد الله بن عمر نصيف -رئيس الاتحاد العالمي للكشاف المسلم- بتقليد الدكتور زهير وسام الذئب البرونزي، وهو يُعد أعلى وسام كشفي عالمي تمنحه اللجنة الكشفية العالمية للقيادات التي قدمت خدمات جليلة للحركة الكشفية على المستوى الوطني والإقليمي والعالمي. وقد تم منح الوسام للدكتور زهير غنيم بناءً على ما قدمه من برامج وأنشطة كشفية لخدمة الكشافة من المسلمين حول العالم، كما قام بتوضيح صورة الإسلام لدي غير المسلمين من الكشافة بالإضافة إلى دوره في الحوار بين الأديان والتقارب بينهم من أجل السلام ونشر وتكوين الحركة الكشفية في العالم.